# Helena Nosková (historička)
Helena Nosková (* 4. listopadu 1949 Praha) je česká historička a etnografka. 

## Život
Vyrůstala na Slovensku, kde v Žilině maturovala. Vystudovala obor etnologie-historie na Filozofické fakultě UK Praha (1972). Její kariéra zahrnuje řadu různých pozic: pracovala jako odborná pracovnice v Okresním muzeu v Lounech, poté jako tajemnice pro ediční činnost, interní vědecká aspirantka a samostatná vědecká pracovnice v Ústavu pro etnografii a folkloristiku ČSAV, po roce 1989  jako vedoucí oddělení etnických procesů, poté jako vedoucí oddělení Studia slovaca v Ústavu pro soudobé dějiny  AV Či, jako poradce a tajemnice Výboru pro národnostní menšiny Magistrátu hl. m. Prahy a od roku 1996 v ÚSDAV ČR  nejprve jako vědecká pracovnice, pak jako vedoucí oddělení židovských, národnostních a menšinových studií. Je zakladatelkou a předsedkyní Dokumentačního a muzejního střediska slovenské menšiny v ČR, z.s., (2006).

## Badatelské zaměření
- studium národnostních a etnických menšin a nedominantních skupin obyvatelstva na území Československa a ČR z pohledu novodobé historie a etnologie, migrace obyvatel, nacionalismus, mezikulturní dialog, kulturní pluralismus
- studium novodobé slovenské historie a etnologie, především z pohledu česko-slovenských vztahů
- studium novodobých dějin Lotyšska, Estonska, Litvy, Ukrajiny a jejich národnostních menšin (též z pohledu kulturní antropologie), včetně migrace obyvatel

## Výběr z bibliografie
- Nosková, H. : Pražské ozvěny. Minulost a současnost Slováků v českých zemích. Praha 2014
- Nosková, H., Vaishar, A., Bednařík, P. : Obraz národnostních menšin v regionech. Praha 2020
- Menšiny kolem nás.  Bednařík, P., Kovařík, D, Maršálek, Nosková, H.  Praha 2020
- National minorities in Czechia :Life. Tradition, and the present. Antonín Vaishar, Helena Nosková, Petr Bednařík, David Kovařík. Praha 2021
- Nosková, H.:  Češi na Slovensku. Výzkumy v minulosti a současnost. Martin, Slovenské národné múzeum ,2000,
- K problémům menšin v Československu v letech 1945-1989. Sborník studií, Nosková, H. ed. Praha, Ústav pro soudobé dějiny AV ČR 2005
- Nosková, H., Bednařík, P. : National Minorities, Identity, Education. Collective Monograph. Praha 2011
- Nosková, H.: Nosková, H. Maďaři a české země v letech 1945-1949. 2003
- Mateřský jazyk a některé projevy duchovní kultury slovenských reemigrantú z Maďarska v západočeském pohraničí. Martin, Slováci v zahraničí, MS 1990
- Nosková, H.: Migrace v českých zemích v roce 1945-1950 a jejich důsledky pro současnost. Košice, Spoločenskovedný ústav SAV 1997,
- Nosková, H.: Národní a národnostní politika Československa v letech 1945-1946.Praha, Ústav pro soudobé dějiny AV ČR 1998,
- Nosková, H.: Návrat Čechů z Volyně. Naděje a skutečnost 1945-1954. Praha, 1999
- Nosková, H.:  O původu Slováků v Čechách. Praha 2001
- Nosková, H . : Príspevok k pôsobeniu českých profesorov na stredných školách v Žiline v rokoch 1918-1938. Bratislava, Slovenský národopis 1992
- Nosková, H., Váchová Z. Reemigrace Čechů a Slováků z Jugoslávie, Rumunska a Bulharska (1945-1954). Praha, Ústav pro soudobé dějiny AV ČR 2000
- Nosková, H. : Slováci v českých zemiach po roku 1945, základ pre budúcu národnostnú menšinu. Bratislava, Dom zahraničných Slovákov 1999,
- Nosková, H.: Slováci zo Sedmohradského rudohoria v západných Čechách. Slováci v zahraničí,  Martin 1994
- Nosková, H.  Bednařík, P.: Slovenská národnostní menšina v České republice ve dvaceti letech svobody, Praha, Ústav pro soudobé dějiny AV ČR v.v.i. - Dům národnostních menšin o.p.s. 2011,
- Nosková, H.: Festivity a každodennost ruských „bílých“ emigrantů v pražském exilu v prolínání historie a vzpomínek. In: Národopisná revue 1/ 2018